# 大館市
大館市（日语：／ Ōdate shi */?）是位於日本秋田縣北部的城市，也是縣內北部的政治和經濟中心。轄區地處大館盆地的中心，米代川流經市中心旁並往東流，當地人口則集中在以大館市役所為中心的市區。由於大館市內的交通網發達，加上其地理位置接近北東北各縣的中心位置，因此成為北東北的交通要衝。而大館市透過有利的地理條件和制定相關政策，吸引製造醫療器械和藥品的企業入駐當地，並在市內形成多個產業群聚的工業園區。 
大館市為日本秋田杉（日本柳杉）的產地之一，當地利用秋田杉製作的秋田杉桶樽、大館曲物皆被指定為日本的傳統工藝品。大館市的名產包括被指定為日本自然紀念物的秋田犬等。而當地也是忠犬八公的故鄉。 

## 地理
大館市內約79%的面積被森林覆蓋，8%的土地為農業用地。轄區地處大館盆地内。北部坐落著以田代岳為中心，海拔約1000公尺的相連山岳；東部為奧羽山脈，南部則為龍森等山岳。米代川流經市中心旁並往東流，犀川、長木川、引欠川、岩瀨川、早口川等河也流經市內。上述河川的上游地帶則被海拔500至1000公尺的山岳包圍。

### 氣候
大館市屬於內陸型的盆地氣候，冬季嚴寒且夏季容易出現猛暑，但夏季也可能受到山背的影響而出現低溫。根據統計，1991年至2020年大館市的年均溫為10.2℃，年均降雨量則為1741毫米。當地的降雪期從12月持續至隔年的3月下旬，梅雨季節則落在7月。

## 歷史
大館市約在舊石器時代便有人類居住，市內最早的人類居住遺跡為松木高館平遺跡，在該遺跡中發掘出多件刀形石器。之後因為大館盆地被十和田山噴發出的岩漿和火山碎屑覆蓋，因此市內沒有發現任何屬於繩紋時代草創期的遺跡。而大館市內屬於繩紋時代前期至晚期的遺跡則發掘出與青森縣三内丸山遺跡相似的文物，推測當地屬於以三内丸山為中心的圓筒土器大文化圈。
大館地區在文獻中的最早記錄可追溯至平安時代的日本三代實錄。天長7年（830年）出羽國發生大地震（天長地震），隨之而來的寒冷天氣使當地的居民難以生活。但當時秋田城的城司良岑近卻仍實施嚴厲的稅收政策，使處於秋田城支配下的群眾在元慶2年（878年）爆發動亂，即元慶之亂。當時屬於日本朝廷的上津野（現鹿角地區）、火内（現大館市和比内地區）、榲渕等位於米代川流域的村莊紛紛加入起義行動，大館地區也因此首次出現在史料當中。動亂爆發後，朝廷命藤原保則任出羽權守、小野春風任鎮守府將軍，負責平定動亂。兩人成功說服引發叛亂的蝦夷酋長，並且平息此次動亂。
平安時代後期，大館地區由地方豪族河田氏所支配，並且隸屬於比内郡。文治5年（1189年），藤原泰衡在阿津賀志山之戰中慘敗。藤原泰衡在逃往蝦夷島（北海道）的途中投靠其家臣 - 比内郡贄柵的領主河田次郎。但河田次郎將藤原泰衡殺害，並將其首級交給在陣岡（現岩手縣紫波町）的源賴朝，而源賴朝則以河田次郎對自己的主人不忠為理由反將其斬首。建久3年（1192年），源賴朝獲封為征夷大將軍後，將比内地區封給甲斐國的淺利義成（淺利義遠）。
戰國時代，淺利則賴從甲斐國移至比内地區，並在當地建立十狐城。淺利則賴死後，其子淺利勝賴作為安東氏的家臣統治比内，但後來被安東氏暗殺。之後勝賴之子淺利賴平在津輕為信的幫助下，於天正18年（1590年）奪回大館城。慶長3年（1598年），淺利賴平突然去世，浅利氏至此滅亡。慶長7年（1602年），佐竹義宣轉封至出羽國久保田藩，其表弟小場義成命赤坂朝光遷移至大館地區，以鞏固大館及其周邊地區的統治。慶長15年（1610年），小場義成為鎮壓舊淺利氏的勢力而正式入主大館城。而大館城的城代則由小場氏（佐竹西家）擔任至幕末時期。
明治22年（1951年），日本實施町村制，並在境內設置大館町。昭和26年（1951年）4月，大館町與釋迦内村合併成大館市。昭和30年（1955年）3月，長木村、上川沿村、下川沿村、真中村、二井田村和十二所町併入大館市。昭和42年（1967年）12月，花矢町也併入大館市。平成6年（1994年）3月，市內的松峰礦山因礦物價格下跌等因素影響而封閉，並對大館市內的相關產業和經濟活動造成衝擊。平成17年（2005年）6月，大館市和比内町與田代町合併成現今的大館市。
昭和58年（1983年）的日本海中部地震在大館市引發震度4至5的地震，並造成市內共43座公共設施損毀，受害總額高達2億4021萬日圓。2011年3月11日的東北地方太平洋近海地震則在大館市引發震度4的地震，並造成4座公共設施施損毀。

## 行政
現任市長石田健佑於2024年9月在選舉中當選，並且為日本截至2024年9月為止最年輕的市長。其任期將持續至2028年8月。

## 經濟
根據日本2015年的國勢調查統計，大館市的就業人口中有7%從事第一級產業，28.2%的就業人口從事第二級產業，其餘的64.8%則從事第三級產業。當地的農業以生產稻米為主，並透過種植蔬果和飼養比内地雞發展複合式農業。而大館市也生產地膚子、日本薯蕷等農產品。
大館市在日本戰後經濟奇蹟時期以礦業為經濟重心。1994年3月，市內的松峰礦山因礦物價格下跌等因素影響而封閉，並對大館市內的相關產業和經濟活動造成衝擊。因此當地開始推動創造就業機會的政策，並轉形成以資源回收和製造醫療器械和藥品的健康產業為主的城市。位於市區南邊的二井田地區是大館市醫療器械和藥品等相關產業的群聚中心，並設有多個工業園區。近年來位於該區的大館工業園區致力於將原有的群聚產業與食品、物流等相關企業進行產業集群。釋迦内產業園區則利用其鄰近交流道的優勢發展成物流據點和多種產業的聚集地。
由於大館市內擁有豐富的自然景觀和歷史建築，因此吸引許多遊客前往。根據統計，2011年至2015年大館市每年約有73.5萬至80.2萬的遊客到訪。

## 教育
大館市內共有17所小學校、9所中學校和3所高等學校。設於市內的大學則分別為秋田看護福祉大學與秋田職業能力開發短期大學。根據2024年5月的統計，市內的小學校共有2384名學生，中學校共有1449名學生，高等學校則共有1553名學生。

## 交通
國道7號、國道103號與秋田自動車道在市內交會，國道285號則在南部與國道103號相接。穿越大館市的秋田自動車道分別在市中心周邊設置大館北交流道和大館南交流道。
鐵路方面，東日本旅客鐵道的奧羽本線和花輪線皆通過大館市，其中大館站為上述兩條鐵路共構的車站，也是花輪線的終點站。而奧羽本線由北往西設置陣場站、白澤站、下川沿站和早口站，花輪線則由南往東另設東大館站、扇田站、大瀧溫泉站、十二所站和澤尻站。

## 姐妹城市
大館市與以下日本行政區為友好姐妹城市:
| 市町村     | 都道府縣 | 締結日期       |
| ---------- | -------- | -------------- |
| 南種子町   | 鹿兒島縣 | 2006年7月      |
| 常陸大宮市 | 茨城縣   | 2015年10月21日 |

## 外部連結
- 大館曲げわっぱ （页面存档备份，存于）
- 大館市公所